# ロバート・フランケル
ロバート・フランケル（Robert J.Frankel、1941年7月9日 - 2009年11月16日）は、アメリカ合衆国・カリフォルニア州を本拠地とした調教師である。馬主として競走馬の所有、生産者として競走馬の生産も行っていた。
出生地はニューヨーク市ブルックリン区で、晩年はカリフォルニア州パシフィックパリセーズ在住。愛称はボビー（Bobby）でボビー・フランケルと呼ばれることもある。フランケル自身は"ロバート"を好んでおりもっぱらそちらを使っていたが、周囲からは"ボビー"と呼ばれることが多かった。

## 来歴
1960年代半ば、ベルモントパーク競馬場とアケダクト競馬場でホットウォーカー（曳き運動係）として働き、1966年に調教師免許を取得。11月29日にアケダクト競馬場で管理馬が初勝利を挙げた。開業当時はクレーミングレースで安く良馬を購入して勝ち鞍を量産していた。
1972年、カリフォルニア州ロサンゼルス地区へ拠点を移し、同年ハリウッドパーク競馬場でレコードとなる60勝を挙げた。それ以降大レースを次々と制覇することとなる。
1981年、11月に行われた第1回ジャパンカップに出走するペティテートと共に初来日を果たし、管理馬の中央競馬初出走となった同競走は8番人気で4着だった。
1988年、ジャパンカップをペイザバトラーが制し、管理馬が中央競馬及び中央競馬GI競走初勝利を挙げた。この勝利はジャパンカップ初挑戦から3戦目のことだった。
1993年、アメリカのリーディングトレーナーとなり、エクリプス賞最優秀調教師を初受賞。
1995年、パシフィッククラシック4連覇を達成。同年アメリカ競馬名誉の殿堂博物館殿堂入り。
2001年、ブリーダーズカップ・スプリントをスクワートルスクワートが制し、管理馬がブリーダーズカップ初勝利を挙げた。
2003年、ベルモントステークスをエンパイアメーカーが制し、管理馬がアメリカ三冠競走初勝利を挙げた。同年は北米年間レコードの1914万ドルを収得してリーディングトレーナーとなる。さらに同年の年間G1競走25勝は、1987年にウェイン・ルーカスが記録した北米記録の22勝、自身と2001年にエイダン・オブライエンが記録した世界記録の23勝を抜いて単独の世界新記録となった。
2005年、フォアゴーハンデキャップ3連覇とイエローリボンステークス3連覇を達成。
2007年、11月にメイトリアークステークス4連覇を達成。
2009年11月16日、カリフォルニア州パシフィックパリセーズの自宅にて白血病のため逝去。

## 主な管理馬
G1競走優勝馬（管理時）
- ガーソーン（1986年メトロポリタンハンデキャップ）
- ペイザバトラー（1988年ジャパンカップ）
- ルールマン（1990年サンタアニタハンデキャップ）
- ダブルウェッジ（1990年ラモナハンデキャップ）
- マーケトリー（1991年ハリウッドゴールドカップ、1992年エディーリードハンデキャップ）
- フィラーゴ（1991年オークツリー招待ハンデキャップ）
- クエストフォーフェイム（1992年ハリウッドターフハンデキャップ）
- トゥーソード（1993年ゲイムリーステークス）
- バートランド（1993年パシフィッククラシック）
- ポッシブリーパーフェクト（1993年イエローリボンステークス、1995年ゲイムリーステークス、ラモナハンデキャップ、ビヴァリーD.ステークス）
- ティナーズウェイ（1994年パシフィッククラシック、1995年パシフィッククラシック）
- ユーアンドアイ（1995年メトロポリタンハンデキャップ、ブルックリンハンデキャップ（G2））
- ワンデスタ（1996年メイトリアークステークス）
- エクスペルド（1997年エディーリードハンデキャップ）
- リヴァーベイ（1997年ハリウッドターフカップステークス、1999年チャールズウィッティンガムハンディキャップ）
- キーパーヒル（1998年ラスヴァージネスステークス、ケンタッキーオークス）
- シーユースーン（1998年ラモナハンデキャップ）
- マッシュワン（1999年オークツリーターフチャンピオンシップ、2000年クレメントL.ハーシュ記念ターフ選手権）
- スパニッシュファーン（1999年イエローリボンステークス）
- ハッピーアニュノート（1999年ファーストレディステークス（当時格付なし）、メイトリアークステークス、2001年ゲイムリーステークス）
- キーパーヒル（1999年スピンスターステークス）
- オネストレディ（2000年サンタモニカハンデキャップ）
- チェスターハウス（2000年アーリントンミリオンステークス）
- スキミング（2000年パシフィッククラシック、2001年パシフィッククラシック）
- フルート（2001年ケンタッキーオークス、2001年アラバマステークス）
- アプティテュード（2001年ハリウッドゴールドカップ、ジョッキークラブゴールドカップ）
- セニュア（2001年ユナイテッドネイションズハンデキャップ、クレメントL.ハーシュ記念ターフ選手権）
- リドパレス（2001年ホイットニーハンデキャップ、ウッドワードステークス、2002年ウッドワードステークス、クラークハンデキャップ（G2））
- スクワートルスクワート（2001年キングスビショップステークス、ブリーダーズカップ・スプリント）
- ティンボロア（2001年ジョーハーシュターフクラシック招待ステークス）
- ユー（2001年フリゼットステークス、2002年ラスヴァージネスステークス、サンタアニタオークス、エイコーンステークス、テストステークス）
- スタリーン（2001年メイトリアークステークス、2002年ブリーダーズカップ・フィリー&メアターフ）
- シュペールケルクス（2001年ハリウッドターフカップステークス）
- ミゼンマスト（2001年マリブステークス）
- ミルウォーキーブルー（2002年サンタアニタハンデキャップ、2003年サンタアニタハンデキャップ）
- ビートホロウ（2002年マンハッタンハンデキャップ、アーリントンミリオンステークス）
- デノン（2002年チャールズウィッティンガムメモリアルハンデキャップ、ジョーハーシュターフクラシック招待ステークス、2003年マンハッタンハンデキャップ）
- メガヘルツ（2002年アメリカンオークス、2003年ジョン・C・マビーハンデキャップ、2005年イエローリボンステークス）
- チゼリング（2002年セクレタリアトステークス）
- メダーリアドーロ（2002年トラヴァーズステークス、2003年ホイットニーハンデキャップ、2004年ドンハンデキャップ）
- エンパイアメイカー（2003年フロリダダービー、ウッドメモリアルステークス、ベルモントステークス）
- サイトシーク（2003年ヒューマナディスタフハンデキャップ、オグデンフィップスハンデキャップ、ゴーフォーワンドハンデキャップ、ベルデイムステークス、2004年オグデンフィップスハンデキャップ、ベルデイムステークス）
- アルデバラン（2003年メトロポリタンハンデキャップ、フォアゴーハンデキャップ）
- テイツクリーク（2003年ゲイムリーブリーダーズカップステークス、イエローリボンステークス）
- スポークンファー（2003年マザーグースステークス）
- ピースルールズ（2003年ハスケル招待ハンデキャップ、2004年サバーバンハンデキャップ）
- ヒートヘイズ（2003年ビヴァリーD.ステークス、メイトリアークステークス）
- ゴーストザッパー（2003年ヴォスバーグステークス、2004年ウッドワードステークス、ブリーダーズカップ・クラシック、2005年メトロポリタンハンデキャップ）
- コンティニュアスリー（2003年ハリウッドターフカップステークス）
- インターコンティネンタル（2004年ジャストアゲームハンデキャップ（当時G2）、メイトリアークステークス、2005年キャッシュコールマイル（当時G3）、ギャラクシーステークス（当時G2）、ブリーダーズカップ・フィリー&メアターフ）
- ミダスアイズ（2004年フォアゴーハンデキャップ）
- ライトジグ（2004年イエローリボンステークス）
- ナッシングトゥーローズ（2004年シャドウェルターフマイルステークス）
- ルロワデザニモー（2004年サイテーションハンデキャップ、2005年フランク E. キルローマイルハンデキャップ）
- セイントリアム（2005年スティーヴンフォスターハンデキャップ）
- キングスドラマ（2005年ソードダンサー招待ステークス、2006年サンルイレイハンデキャップ（G2））
- マスメディア（2005年フォアゴーハンデキャップ）
- アイムザタイガー（2005年フランクJ.ドフランシス記念ダッシュステークス）
- カシーク（2006年マンハッタンハンデキャップ、マンノウォーステークス）
- プライスタグ（2006年メイトリアークステークス）
- レイテントヒート（2006年マリブステークス）
- シトロネイド（2007年ゲイムリーブリーダーズカップステークス）
- ジンジャーパンチ（2007年ゴーフォーワンドハンデキャップ、ラフィアンハンデキャップ、ブリーダーズカップ・ディスタフ、2008年オグデンフィップスハンデキャップ、ゴーフォーワンドハンデキャップ、パーソナルエンスンハンデキャップ）
- プレシャスキトゥン（2007年ジョン・C・マビーハンデキャップ、メイトリアークステークス、2008年ゲイムリーブリーダーズカップステークス）
- カントリースター（2007年アルシバイアディーズステークス、ハリウッドスターレットステークス）
- ダブルトラブル（2008年サンタマリアハンデキャップ）
- アリージュ（2008年サンタアニタオークス）
- マストトラック（2008年ハリウッドゴールドカップ）
- ファーストディフェンス（2008年フォアゴーハンデキャップ）
- ヴァインヤードヘヴン（2008年ホープフルステークス、シャンペンステークス）
- シャンゼリゼ（2008年ハリウッドターフカップステークス、ノーザンダンサーターフステークス、2009年カナディアンインターナショナルステークス）

重賞競走優勝馬（管理時）
- ナイトムーヴァー（1984年ビングクロスビーブリーダーズカップハンデキャップ（当時G2））
- ファッショナブリーレイト（1984年デルマーオークス（当時G2））
- エクスボーン（1991年シーザーズ国際ハンデキャップ）
- ミッショナリーリッジ（1991年パシフィッククラシック（当時G2））
- トゥルーフレアー（1996年レアパフュームステークス（当時G2））
- プロモントリーゴールド（2000年ヒルプリンスステークス（G3））
- デカーチー（2002年フランク.E.キルローマイルハンデキャップ（当時G2））
- スーリヤ（2002年キャッシュコールマイル（当時G3））
- テイツクリーク（2002年ダイアナハンデキャップ（当時G2））
- ランディーズライアビリティ（2004年グッドウッドハンデキャップ（当時G2））
- ヴェンチュラ（2008年ブリーダーズカップ・フィリー&メアスプリント（当時格付なし））

その他
- シアトリカル（1986年ブリーダーズカップ・ターフ2着）
- サイレントネーム

## 主な生産馬
- マストトラック（2008年ハリウッドゴールドカップ）

## 主な所有馬
- マストトラック（2008年ハリウッドゴールドカップ）

## 主な表彰
- アメリカリーディングトレーナー（3回）
  - 1993年、2002年、2003年
- エクリプス賞最優秀調教師（5回）
  - 1993年、2000年、2001年、2002年、2003年
- アメリカ競馬名誉の殿堂博物館（1995年）

## 人物・エピソード
- ジャパンカップには多くの管理馬を出走させており、1981年（第1回）にペティテートが4着、1987年（第7回）にイアデスが6着、1988年（第8回）と1989年（第9回）にペイザバトラーが1着と3着、1992年（第12回）にクエストフォーフェイムが11着、1993年（第13回）にルアズーが11着、1994年（第14回）にレイントラップ13着、1999年（第19回）にマッシュワンを来日させたが故障して回避、2000年（第20回）と2001年（第21回）にティンボロアが11着と15着、2003年（第23回）にデノンが8着、2005年（第25回）にキングスドラマが16着とこれまで10頭を来日させ11戦で1勝している。しかし近年は低迷が続き掲示板すら載れていない。
- ジャパンカップダートにもジャパンカップと同様に管理馬を積極的に出走させているが、2000年（第1回）にユーカーが8着、2001年（第2回）にリドパレスが8着、2008年（第9回）にマストトラックを来日させたが右肩跛行のため出走を取消と、これまで3頭を来日させ2戦しているが目立った結果を残せていない。なおジャパンカップとジャパンカップダート両方で出走取消経験のある調教師でもある。
- 彼の死を悼んでその名前を付けられたのが後に欧州史上最強馬となったフランケル (競走馬)である。